# Jezioro Zygmunta Augusta
Jezioro Zygmunta Augusta (inna nazwa Jezioro Czechowskie, Czechowizna) – niewielki sztuczny zbiornik wodny na Wysoczyźnie Białostockiej w województwie podlaskim, na skraju Puszczy Knyszyńskiej, obok wsi Czechowizna, około 4 km na północ od Knyszyna. Wybudowany przed 1559 rokiem (najstarszy w Polsce) przez spiętrzenie rzeki Nereśl. Jego obszar wynosi ponad 485 ha, z czego obszar samego lustra wodnego 300 ha, długość 3,2 km, szerokość 2,4 km. Brzegi jeziora są niskie i podmokłe, porośnięte trzcinami i zaroślami. Obecnie w jeziorze prowadzona jest hodowla karpia, obowiązuje zakaz kąpieli.